# Helene Elliott
Helene Elliott är en amerikansk sportjournalist som bevakar främst de nordamerikanska sportligorna National Basketball Association (NBA) och National Hockey League (NHL) men även landslagsishockey och de olympiska spelen. Hon har också bevakat till och från andra sporter såsom amerikansk fotboll, baseboll, fotboll och tennis.
År 1977 avlade Elliott en examen i journalistik vid Northwestern University och började sen arbeta för Chicago Sun-Times och Newsday. Sedan 1989 har hon arbetat för Los Angeles Times som sportjournalist och krönikör.
År 2005 blev hon den första kvinnliga sportjournalisten som fick motta utmärkelsen Elmer Ferguson Memorial Award, där vinnaren utses av intresseorganisationen Professional Hockey Writers’ Association och priset ges ut av Hockey Hall of Fame.